# 하나레이 베이
《하나레이 베이》(일본어: ハナレイ・ベイ 영어: Hanalei Bay)는 2018년 10월에 개봉한 일본의 드라마 영화이다.
 마츠나가 다이시가 감독과 각본을 맡았다.
 일본은 2018년 10월 19일에 대한민국은 2019년 6월 6일에 개봉되었다.

## 줄거리
‘사치’는 하와이 하나레이 해변으로 떠난 아들이 서핑 중 목숨을 잃었다는 소식을 듣는다.

그 후 십 년 동안 그녀는 매년 같은 날, 하나레이 해변을 찾아와 홀로 조용한 휴가를 보낸다.

그녀가 하는 일이라고는 푸른 바다를 앞에 두고 홀로 조용히 책을 읽는 것뿐.

어느 날 ‘사치’는 일본에서 서핑 여행을 온 두 소년과 마주치고,

소년들은 그녀에게 외다리 일본인 서퍼를 보았느냐고 묻는다.

고요해 보였던 ‘사치’의 마음은 걷잡을 수 없이 일렁이기 시작하는데.

슬픔이 빚어낸 눈부신 환상과 마주하다

사랑을 삼켜버린 바다, 하나레이 해변에서…

## 출연진
- 요시다 요 - 사치 역
- 사노 레오 - 타카시 역
- 무라카미 니지로 - 타카하시 역
- 쿠리하라 루이 - 오자키 료 역